# María Bartola
María Bartola (Iztapalapa, s. XVI) fue una mujer indígena en el Virreinato de Nueva España (actual México), probablemente azteca, que se desempeñó como historiadora dejando escritos sobre los sucesos e historias de los toltecas, chichimecas y la conquista de México escritos en «idioma mexicano» y castellano. Es considerada como la primera historiadora de México.
Las primeras referencias a su persona se remontan a las menciones de ella que aparecen en los textos del texcocano Fernando de Alva Ixtlilxóchitl.

## Biografía
María Bartola nació en algún momento del siglo XVI en Iztapalapa, razón por la que es referida en muchos textos como «señora» o «princesa» de Iztapalapa.
Según la autora de no ficción Vicki León, María Bartola era hija de Cuitláhuac, hermano de Moctezuma Xocoyotzin y sobrina por tanto del Huey Tlatoani. Una referencia anterior a esta posible relación aparece en 1910 en la obra de Laureana Wright de Kleinhans Mujeres notables mexicanas en la que Wright defiende que según sus averiguaciones, el origen de Bartola viene de «Don Alonso Izhuercatocazin (o Axacayacatzin), hijo legítimo del rey Cuitláhuac, que lo fue de México, y sobrino de Moctezuma y señor de Iztapalapa, hará como veinte y tantos años que murió; y como fue tan curioso este príncipe y muy leído, estando gobernando en la ciudad de Tezcuco, junto muchas historias y viejos historiadores de los archivos reales de Tezcuco con otros que é tenía en su poder, que hoy día tienen algunos pedazos sus hijas, las señoras de Iztapalapa, especialmente doña Bartola, que es ahora cabeza de aquel pueblo y señora natural...» Wright la califica como primera historiadora mexicana; pero no hace mención al origen del relato copiado, sí hace mención a la obra de Sosa, la cual no cita este origen. Cuitláhuac era el gobernante de Iztapalapa y las referencias a María Bartola como «princesa de Iztapalapa» podrían suponer el parentesco, ya sea directo o por ascendencia, si bien no hay menciones explícitas a ello en la bibliografía anterior al siglo XX. Autores anteriores como Manuel Rivera Cambas o Francisco Sosa Escalante sólo hablan de su condición de indígena de Iztapalapa, sin indicar el grado de parentesco con la familia gobernante del lugar.
Según el libro Uppity Women of the New World (en inglés: Mujeres arrogantes del Nuevo Mundo), Bartola habría vivenciado la conquista de México, incluso desde el mismo campo de batalla y hasta el Sitio de Tenochtitlan estando ella dentro de la ciudad, por lo que «escribió la historia de su tiempo». Nuevamente, por lo que sabemos por los historiadores anteriores, Sosa habla de que Bartola nació en Iztapalapa y «floreció» en los años posteriores a la conquista de los españoles, por lo que, de haber vivenciado la misma, habría sido a una muy temprana edad.
Atendiendo al estudio realizado por la cronista iztapalapense Beatriz Ramírez González y al historiador Alonso Zamora Corona para el artículo sobre María Bartola de la Comisión Nacional para el Conocimiento y Uso de la Biodiversidad (CONABIO). En la entrada dedicada al personaje en la que los personajes actúan de narrador testimonial, María Bartola Ixhuetzcatocatzin (se le añade un segundo apellido correspondiente al de la familia real de Tenochtitlan) dice nacer en 1515, seis años antes del final de la toma de México, y que el sitio de Tenochtitlan en primera persona, siendo el suceso que le empuja a convertirse en historiadora. Siguiendo el relato, indica que su padre fue Alfonso de Axayacatl Ixhuetzcatocatzin, hijo de Cuitláhuac y que tuvo tres hermanos: Magdalena, Petronila y Alonso. En la misma entrada se hace referencia a que fue llamada en vida «la musa india» y a que ningún texto indica lugar o fecha de fallecimiento; pero se indica 1580 como el año del mismo.
De acuerdo a las referencias en las fuentes, parece ser que María Bartola dejó más obras escritas que la utilizada por Fernando de Alva Ixtlilxóchitl para su Relación. Esta obra se compondría de textos de poesía y narrativa, los cuales no sobrevivieron en el tiempo.